# 鸦鹊湖乡
鸦鹊湖乡，是中华人民共和国江西省上饶市鄱阳县下辖的一个乡镇级行政单位。

## 行政区划
鸦鹊湖乡下辖以下地区：
春前村、鸦鹊湖村、大牛湖村、独山村、下岸村、高家圩村、新建村、鸦鹊湖水产场生活区和鸦鹊湖垦殖场生活区。